# Самозарядно оръжие
Самозарядно (огнестрелно) оръжие (също известно под термина полуавтоматично оръжие – автоматично оръжие, спусковият механизъм на който позволява да се води само единична стрелба. За да се произведе следващия изстрел стрелеца трябва да отпусне и още веднъж да натисне спусъка.
Смяната на УСМ със самозаряден е един от етапите на създаване на граждански образци оръжие на базата на армейското автоматично оръжие.
За първата самозарядна винтовка се смята винтовката на Мондрагон.

## Най-известни образци
- Gewehr 41
- Gewehr 43
- Karabin samopowtarzalny wz. 38M
- M1 Garand
- ZH-29
- Самозарядна винтовка Токарев
- Самозарядна карабина Симонов
- Снайперска винтовка Драгунов